# Capulin Volcano National Monument
Capulin Volcano National Monument est situé dans le Nord-Est du Nouveau-Mexique, aux États-Unis. Protégeant un volcan éteint, le parc a une petite surface de 321 hectares et a été proclamé monument national américain le 9 août 1916. Des astronautes de la mission Apollo 16 y ont fait une partie de leur formation géologique en mai 1971. 

## Géographie
Le volcan Capulin est un volcan rouge éteint dont la dernière éruption remonte à 60 000 ans. Il fait partie du champ volcanique de Raton-Clayton, qui compte une centaine de volcans. La profondeur du cratère est de 120 mètres environ.

## Écologie
Bien que Capulin soit principalement connu pour sa géologie volcanique, le parc possède une riche diversité de vie végétale et animale. Les prairies des Grandes Plaines et les forêts des montagnes Rocheuses se combinent à Capulin pour former un écosystème unique qui fournit un habitat à 73 espèces d'oiseaux en plus de nombreux autres animaux. Des oiseaux chanteurs tels que le tohi tacheté, l'oriole de Bullock, le merlebleu des montagnes et le geai de Steller ont tous élu domicile au volcan Capulin. Des oiseaux plus grands tels que le dindon sauvage, le balbuzard pêcheur, la buse à queue rousse, ainsi que l'oiseau de l'État du Nouveau-Mexique, le grand géocoucou, vivent également dans le parc. Il existe cinq espèces différentes de colibris qui migrent à travers Capulin pendant les mois d'été.
Parmi les plus grands mammifères figurent l'ours noir d'Amérique, le puma, l'antilocapre, le wapiti et le plus grand des mammifères, le cerf mulet. Des mammifères plus petits tels que le blaireau d'Amérique, le chat à queue annelée, le lièvre du désert et le porc-épic d'Amérique habitent également le monument national. Le crotale des prairies et le serpent-taureau sont présents dans tout le parc. 

## Tourisme
Une route pavée s'enroule autour du volcan jusqu'à un parking au bord du cratère. Un sentier de randonnée circulaire d'environ 1,5 km fait le tour du cratère et descend au fond.